# 春の庭
『春の庭』（はるのにわ）は、柴崎友香の小説。2014年6月号の『文學界』に発表され、第151回芥川賞を受賞した。

## あらすじ
わたしの弟の太郎は、自分のアパートで見慣れない女を見つける。干支で部屋番号が割り振られたアパートの「辰の部屋」に住む、西という苗字の女流漫画家だ。女流漫画家の西は、高校3年の時に見た写真集『春の庭』に今も強く惹かれていた。写真集に写る美しい水色の洋館風の建物が目的で、その隣のビューパレスサエキIIIに引っ越してきたようだ。その建物は、かつてCMディレクターの牛島タローと劇団女優の馬村かいこが住んでおり、写真撮影に使われたという。
そして西は、その水色の建物に住む森尾一家と親しくなり、家の中を見て回ることになる。しかし、彼女が特に憧れる黄緑色のタイルの風呂場に入るきっかけが見つからない。そこで西は、同じアパートに住む太郎を巻き込み、ホームパーティーの最中に事故を装って風呂場を使えるように仕組む。そして、予期せぬ出来事により、ついに風呂場に入ることができた。その後、森尾一家は引っ越し、家は再び空き家となる。面倒くさがり屋の太郎は、写真集に載っていたあの庭に不法侵入し、父の遺骨を砕いた乳棒とすり鉢をそこに埋めてしまう。

## 登場人物
- 太郎 - 元美容師、離婚歴あり。
- 西 - 太郎と同じアパートの「辰」の部屋の住人。漫画家。太郎の姉と同い年の女性。
- 「巳さん」 - 太郎と同じアパートの「巳」の部屋の住人。太郎の父と同い年の女性。
- 沼津 - 太郎の同僚。結婚して北海道に移住する。
- 森尾実和子 - 水色の屋根の部屋の現在の住人。北海道出身。夫と5歳の長男、3歳の長女と暮らしている。
- わたし - 太郎の姉。名古屋市で専門学校講師を務める。

## エピソード
「太郎」という人物名は漱石の『彼岸過迄』からの登場人物名「敬太郎」の一部から取ったと著者が言っている。また、「西」という人物名は、柴崎や「太郎」同様、西から来た人物だということを表していると、芥川賞授賞式で語った。
作中に登場する写真集『春の庭』は、荒木経惟と藤代冥砂の写真集がモデルになっているという。

### 芥川賞受賞に際して
授賞式で作者・柴崎は、ヴィスワヴァ・シンボルスカの詩の一節を引用して、謎に満ちた現実への探求の意気込みを語った。

## 評価

### 芥川賞・選評
（『文藝春秋』2014年9月号に載った各選評から）
- 山田詠美は、場面転換に数行を空ける書き方はよほど上手くないと失敗するが、本作では、著者の「目の良さ」によって成功していると評した。
- 村上龍は、アパートを俯瞰で見た形が鉤括弧の形であることを記号"「"で表した件を、「この書き出しのせいで感情移入が阻まれた。作家は描写が唯一の武器なのに、何故そんなことをするのか分からない」と批判した。
- 川上弘美は本作を推し、「難しさ」を指摘した。
- 小川洋子は、作者が書くべきものを強く握り締めているがその痛みを見せないことを評価した。
- 奥泉光は、狙いは分かるがその狙いが成功していないと評し、他作品を推した。
- 宮本輝は、以前から一貫して追求していたものを、視角を変えて表現したことによって、比喩を真実に届かせることができたと評した。
- 堀江敏幸は、最後に「わたし」という視点が出てくるところが不気味だと評した。
- 島田雅彦は、多焦点的で伏線らしきものが放置されることもあるが、現実はそのようなものであり、そういう現実の前で謙虚な作者は稀有な存在だと評した。
- 髙樹のぶ子は、伝聞のなかで視点が動いていく表現に注目した。

### その他の評価
- 比較文学者の小谷野敦は、ハンス・ロベルト・ヤウスの『挑発としての文学史』から「期待の地平」概念を引き合いに出して、本作が「期待の地平を裏切ることによって成り立っている」とした[4]。
- 文芸評論家の田中弥生は、この作品の「悲劇を抑制する力」を評価した[5]
- エッセイストの平松洋子は、「停止していた過去が現在に流動する瞬間」を描けていると評価した[6]。
- お茶の水女子大学准教授の谷口幸代は、太郎を初めとした人物たちの穴掘り行為が作中に反復されることに注目して、何かを埋めるという行為が土地と人間の関係を何らかの形で表すものだと述べた[2]。
- 松田青子は、この小説が「人のうちの風呂場を見ること」という山場らしくない山場を持つ小説であることに注目した[7]。

#### 語り手「わたし」についての議論
- 終盤に太郎の姉が「わたし」という語り手として出てくることに関して、大森望や豊崎由美は、最初から姉の視点で語られたと考え、小谷野敦や栗原裕一郎は『週刊読書人』の対談「文学はこのまま滅びゆく運命にあるのか」で、大森らの見方に違和感を唱え、小谷野は三人称・全知視点で始まり最後に姉が語り手として割り込んできたと解釈した。この対談で、栗原が「わたし」の唐突な登場に拘っているのに対し、小谷野はバルガス＝リョサらの既存作品の語り手についての例を列挙して、「読者を驚かせるための効果であり、さほど前衛的ではない」と軽視した。福永信も栗原同様、語り手「わたし」に拘った。[2]

## 書籍情報
- 単行本[8]
  - ページ数: 141ページ
  - 出版社: 文藝春秋
  - ISBN 978-4163901015
  - 発売日： 2014年7月28日
- 文庫本[9]
  - 収録作品： 「春の庭」「糸」「見えない」「出かける準備」
  - ページ数: 245ページ
  - 出版社: 文藝春秋
  - ISBN 978-4167908270
  - 発売日： 2017年4月7日